# Trbušani
Trbušani (cyr. Трбушани) – wieś w Serbii, w okręgu morawickim, w mieście Čačak. W 2011 roku liczyła 1968 mieszkańców.